# Konojedy
Konojedy (en allemand : Konojed) est une commune du district de Prague-Est, dans la région de Bohême-Centrale, en République tchèque. Sa population s'élevait à 280 habitants en 2020.

## Géographie
Konojedy se trouve à 5 km au sud de Kostelec nad Černými lesy, à 9 km au nord-nord-ouest de Sázava et à 34 km au sud-est de Prague.
La commune est limitée par Jevany et Kostelec nad Černými lesy au nord, par Prusice au nord-ouest, Nučice et Výžerky à l'est, par Oplany au sud, et par Černé Voděrady à l'ouest.

## Histoire
La première mention écrite de la localité date de 1352.

## Administration
La commune se compose de deux quartiers :
- Klíče
- Konojedy

## Transports
Par la route, Konojedy se trouve à 5 km de Kostelec nad Černými lesy, à 13,5 km de Sázava et à 45 km du centre de Prague.